# East Broughton
Pour les articles homonymes, voir Broughton.
East Broughton est une municipalité de 2 248 habitants dans la municipalité régionale de comté des Appalaches au Québec. Elle est située dans la région administrative de Chaudière-Appalaches.

## Histoire
Le 18 juin 1845, le canton de Broughton est annexé au comté de Beauce, alors que Pierre-Elzéar Taschereau était député. À la même date fut érigée la première municipalité scolaire de Broughton.
Le premier mariage se trouve inscrit dans les registres d'East Broughton le 30 juillet 1871. Il s'agit de Charles Bouchard, cultivateur de la paroisse Sainte-Marie, qui unit sa destinée à Philomène Gamache de la mission de Sacré-Cœur-de-Marie.

### Chronologie
- 27 octobre 1908 : Érection du village de Sacré-Cœur-de-Jésus.
- 21 mai 1931 : Le village de Sacré-Cœur-de-Jésus devient la municipalité d'East Broughton.

### Érection canonique de la paroisse du Sacré-Cœur-de-Jésus
À la suite d'une requête qui lui avait été présentée le 7 novembre 1881, l'archevêque de Québec, Alexandre Taschereau, émet le 30 décembre 1881 le décret de l'érection canonique de la paroisse du Sacré-Cœur-de-Jésus. Comme ce décret est purement ecclésiastique, il restera au gouvernement à le confirmer.
Le 22 octobre 1903, le nouveau couvent du village est béni. Il sera sous la direction des sœurs du Perpétuel Secours de Saint-Damien. Le fondateur de cette communauté, l'abbé S. Brousseau, était venu dans la paroisse le 2 juin 1901 et c'est alors que le salaire des religieuses avait été fixé à 100 $ par année.
Le 16 novembre 1903, le curé Naud décédait à l'âge de 61 ans. Il fut inhumé dans l'église de la paroisse, sous le chœur, du côté de l'évangile, devant le maître-autel. Lorsque l'église brûla en 1906, le corps de l'abbé Naud fut transporté temporairement au cimetière et le 10 octobre 1908 on le transporta dans la nouvelle église. Il fut enterré sous l'autel de la Sainte Vierge, du côté de l'épître. Au service, l'église était bondée de fidèles et de prêtres qui se devaient de ne pas l'oublier dans la mort.

## Géographie
East Broughton, située aux confins de la Beauce, est bornée au nord et au nord-est par Saint-Pierre-de-Broughton ; à l'est par Tring-Jonction et Saint-Jules ; au sud par Saint-Victor et Sainte-Clotilde ; à l'ouest par le canton de Thetford du comté de Mégantic. La route 112 ainsi que la voie ferrée du Québec Central traversent la municipalité de l'est à l'ouest.
East Broughton est située dans une région de plaines. Les terres sont sablonneuses en grande partie parce qu'elles ont été formées par le travail des glaciers. Ils ont nivelé les hauts sommets des Appalaches, creusé des vallées et déposé un peu partout des cailloux innombrables que des générations successives de valeureux travailleurs peinent à ramasser, sans jamais voir leur rude besogne terminée. Beauce et Frontenac sont probablement les districts les plus rocailleux du Québec, mais en retour, la terre accorde beaucoup à l'homme qui a eu le courage de la fouiller avec constance et générosité. Le boisé est surtout formé d'érables, de merisiers, de hêtres, de sapins, d'épinettes et d'un peu de cèdres. Les cultivateurs s'adonnent à la grande culture, à l'industrie laitière, à l'élevage et très peu à la culture maraîchère. Au moins la moitié d'entre eux possèdent une érablière.
Il y a ici et là de petites rivières. On en voit au 9e, au 7e et au 5e rang. La rivière Broughton passe entre la voie ferrée et le village, contournant ce dernier, et creuse de plus en plus sa vaste vallée vers le sud-est.

## Démographie
| 1931  | 1941  | 1951  | 1956 | 1961  | 1966  | 1971  | 1976  | 1981  |
| ----- | ----- | ----- | ---- | ----- | ----- | ----- | ----- | ----- |
| 1 868 | 1 684 | 1 690 | 919  | 1 099 | 1 250 | 1 388 | 1 371 | 1 385 |

| 1986  | 1991  | 1996  | 2001  | 2006  | 2011  | 2016  | 2021  | - |
| ----- | ----- | ----- | ----- | ----- | ----- | ----- | ----- | - |
| 1 354 | 1 278 | 2 489 | 2 367 | 2 351 | 2 229 | 2 199 | 2 248 | - |

## Administration
Les élections municipales se font en bloc et suivant un découpage de six districts.

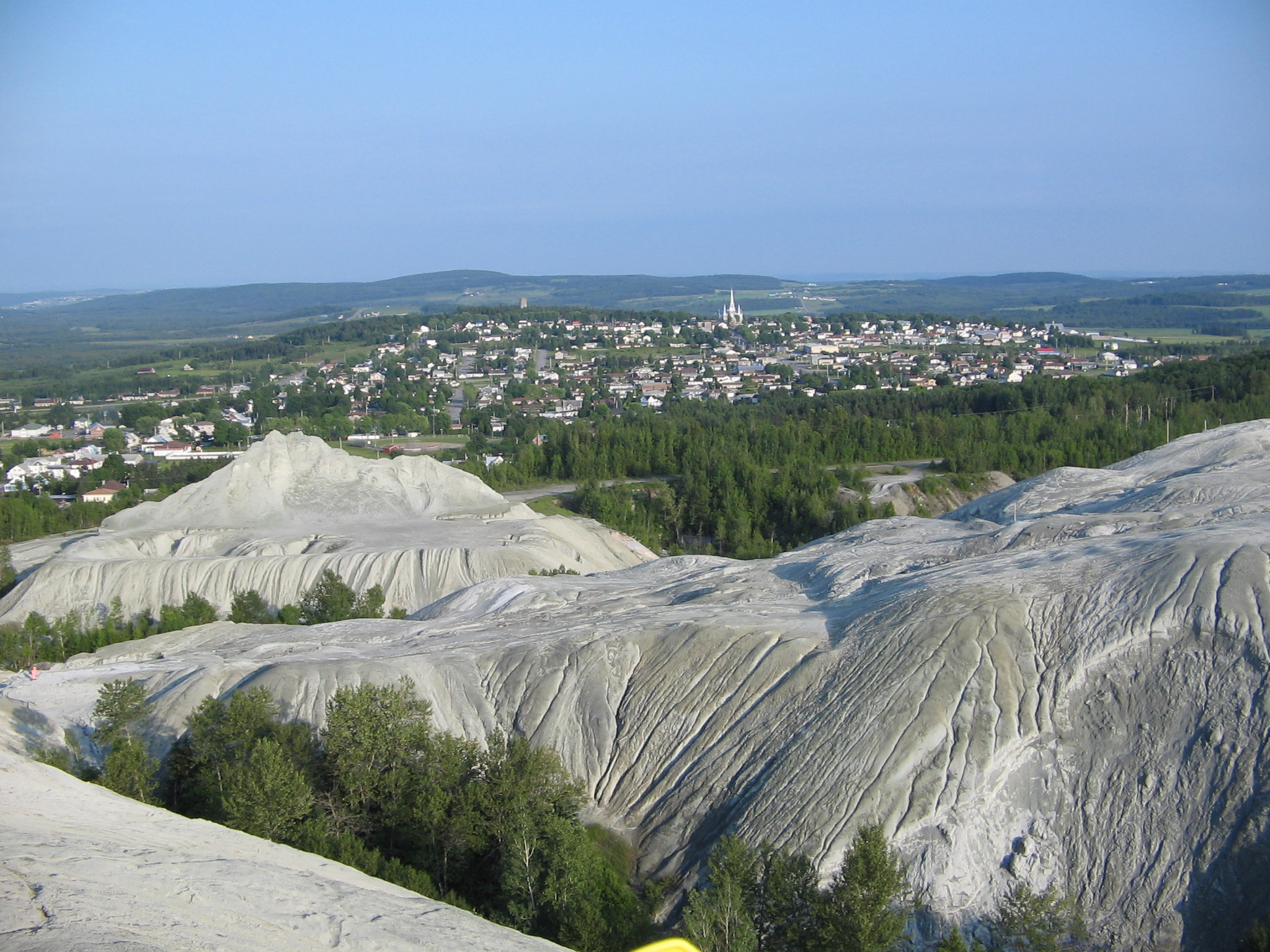
Résidus de la mine Quebec Asbestos (1895-1958)

| East Broughton Maires depuis 2001                                                                                    |                        |            |          |
| Élection | Maire                  | Qualité    | Résultat |
| 2001 | Paul Grenier           |            | Voir     |
| 2005 | Paul Grenier           | Voir       |          |
| 2009 | Kaven Mathieu          |            | Voir     |
| 2013 | Kaven Mathieu          | Voir       |          |
| 2017 | Kaven Mathieu          | Voir       |          |
| nov. 2018 | François Baril         | Conseiller | Voir     |
| 2021 | Jean-Benoit Létourneau |            | Voir     |
| Élection partielle en italique Depuis 2005, les élections sont simultanées dans toutes les municipalités québécoises |                        |            |          |

## Économie
East Broughton fait partie de la région qui possède les rares mines d'amiante chrysotile du Canada. On y a exploité ce minerai de 1881 à 1986. Ces mines sont très importantes puisqu'elles produisent une large portion de la production mondiale.
À cause de cette industrie, la paroisse a bien des points de ressemblance et d'intérêts avec Thetford Mines, ce qui explique qu'il y a beaucoup plus de rapports avec cette ville et sa région qu'avec le reste de la Beauce.

## Patrimoine
Sur le plan religieux, l'église du Sacré-Cœur-de-Jésus, érigée entre 1906 et 1908 selon des plans de Pierre Lévesque et David Ouellet, son presbytère, son cimetière, ses deux calvaires,, son charnier et son monument au Sacré-Cœur sont inventoriés dans le Répertoire du patrimoine culturel du Québec pour leur intérêt patrimonial.
Sur le plan économique, plusieurs mines sont répertoriées. Entre 1881 et 1958, la mine Fraser a fourni de l'amiante et de la stéatite. Cette dernière ressource est de nouveau exploitée depuis 2000. Entre 1908 et 1923, la Boston Asbestos Mining Co. a exploité la mine Boston. Entre 1955 et 1986, la Carey Canadian Mines Ltd. a exploité des gisements d'amiante chrysotile à la mine Carey.
Sur le plan de l'architecture résidentielle, plusieurs résidences sont également remarquables pour leur valeur patrimoniale,,,.